# Nostalgic Russian Tzigane
Nostalgic Russian Tzigane est un album studio instrumental de l'Esin Engin Orchestra de 1990. Il a été produit par Kent Elektronik sous forme de CD et de cassette. L'album comprend les exemples les plus connus de la musique russe Tsıgan. Tous les arrangements sont de Esin Engin. 
Après que la plupart des actions de Kent Elektronik aient été achetées par EMI en 1996, l'album a continué à être vendu sous le label EMI-Kent Elektronik. En 2003, l'album a été remis en vente en format CD avec une nouvelle couverture.

## Playlist
| #  | chanson                            | musique                       | Organisation et orchestre |
| -- | ---------------------------------- | ----------------------------- | ------------------------- |
| 1  | Kalinka                            | traditionnel                  | Esin Engin                |
| 2  | Boublitchky                        | traditionnel                  | Esin Engin                |
| 3  | Yeux noirs (Oci Chornia)           | traditionnel                  | Esin Engin                |
| 4  | Polyusko-Polé                      | Knipper - Gusev               | Esin Engin                |
| 5  | Casatchok (Katyusha)               | Rubasckin                     | Esin Engin                |
| 6  | Minuit à Moscou                    | Soloviov - Sedoi - Matusovsky | Esin Engin                |
| 7  | C'étaient les jours (Stenka Rasin) | traditionnel                  | Esin Engin                |
| 8  | Volga, Volga                       | traditionnel                  | Esin Engin                |
| 9  | Violoneux sur le toit (Anatevka)   | J. Bock                       | Esin Engin                |
| 10 | troïka                             | traditionnel                  | Esin Engin                |
| 11 | Deux guitare                       | Boulanger                     | Esin Engin                |
| 12 | Dr. Jivago                         | M. Jarre                      | Esin Engin                |
| 13 | Scheheh Samil                      | traditionnel                  | Esin Engin                |

## Crédit de traduction
- (tr) Cet article est partiellement ou en totalité issu de l’article de Wikipédia en turc intitulé « Nostalgic Russian Tzigane » (voir la liste des auteurs).